# Estagel
Estagel (catalansk: Estagell) er en by og kommune i departementet Pyrénées-Orientales i Sydfrankrig.
Byen ligger rent geografisk i landskabet Fenouillèdes, men hører historisk til det catalansk-talende Roussillon.

## Geografi
Estagel ligger ved floden Agly, 25 km vest for Perpignan.

## Historie
Området omkring Estagel har været beboet siden forhistorisk tid. I nabokommunen Tautavel er der fundet spor af mennesker for 450.000 år siden. I Estagel er de ældste tegn på mennesker fra perioden 35.000 til 10.000 fvt. I kommunen findes også levn fra romerne, visigoterne og maurerne.
Estagel nævnes første gang i pavelige bulletiner fra 951 og 1119, hvor det angives at byen tilhører abbediet Lagrasse ca. 50 km mod nord.
I perioden mellem 1258 (Corbeil-traktaten) og 1659 (Pyrenæerfreden) var Estagel beliggende i Aragonien og Spanien helt op af grænsen til Frankrig. Det var en urolig periode, hvor egnen flere gange blev passeret af franske og spanske hære. I 1639 generobrede Frankrig byen, hvis borgere gjorde stor modstand.
Siden Pyrenæerfreden har byen været mere rolig.
Den kendte astronom og politiker François Arago blev født i Estagel i 1786.

## Demografi

### Udvikling i folketal
| 1962                                                              | 1968 | 1975 | 1982 | 1990 | 1999 | 2007 | 2012 | 2017 |
| ----------------------------------------------------------------- | ---- | ---- | ---- | ---- | ---- | ---- | ---- | ---- |
| 2239                                                              | 2201 | 2021 | 2038 | 2043 | 1941 | 1902 | 1950 | 2016 |
| Tal fra og med 1962 er uden dobbelttælling (sans doubles comptes) |      |      |      |      |      |      |      |      |